# USA 337
USA 337 ist ein US-amerikanischer Technologieerprobungssatellit. Er wurde vom Air Force Research Laboratory gebaut. Den Start des Satelliten organisierte das militärische Space Test Program als Unter-Sekundärnutzlast der Space-Force-Mission USSF-12. Er erfolgte am 1. Juni 2022 auf einer Atlas-V-Trägerrakete von der Cape Canaveral Space Force Station direkt in eine nahezu geosynchrone Umlaufbahn. Im Zielorbit trennte sich der ESPA-Nutzlastadapter von der Raketenoberstufe, dann USA 337 vom ESPA-Adapter.
Aufgabe und technische Spezifikationen von USA 337 sind geheim. Der Satellit befindet sich weiterhin in einer Umlaufbahn, jedoch ist über seine Aktivität nichts bekannt.